# Heroic
A organização é mais conhecida por sua equipe de Counter-Strike, que chegou às eliminatórias do PGL Major Stockholm 2021, PGL Major Antwerp 2022 e BLAST Paris Major 2023. Eles também ficaram em segundo lugar no IEM Rio Major 2022, perdendo para a Outsiders nas grandes finais.

## Counter-Strike: Global Offensive

### História
A organização foi fundada na Dinamarca em 26 de agosto de 2016 com o elenco inicial de Counter-Strike: Global Offensive composto pelo futuro líder em jogo da Astralis Lukas "gla1ve" Rossander, além de Michael "Friis" Jørgensen, Valdemar "valde" Vangså, Marco "Snappi" Pfeiffer e Andreas "MODDII" Fridh. Eles se tornaram parte da RFRSH Entertainment antes de serem vendidos para a Seranades Global em 2018. Em fevereiro de 2021, a Heroic foi adquirida pela organização norueguesa Omaken Sports.
Em 11 de abril de 2022, Heroic venceu a 13ª temporada da ESL Pro League e se classificou para a BLAST Premier World Final 2021 depois que Casper "cadiaN" Møller venceu um 1 contra 4 contra a Gambit Esports nas grandes finais do torneio. Pouco depois, a equipe anunciou que havia comprado uma vaga de equipe membra da BLAST Premier. A equipe também tem parceria com a organizadora de torneios ESL, com uma vaga garantida na ESL Pro League.
No PGL Major Antwerp 2022, a Heroic chegou às quartas de final antes de perder para a Natus Vincere.
No IEM Rio Major 2022, a Heroic chegou à final, mas perdeu para a Outsiders.
Heroic chegou às semifinais do BLAST Paris Major 2023, perdendo por 1–2 para a GamerLegion em uma virada.

### Conquistas notáveis
- 1º — ESL One Cologne 2020 Europe[12]
- 1º — ESL Pro League Season 13[13]
- 1º — BLAST Premier 2022 Fall Finals[14]
- 1º — BLAST Premier 2023 Spring Finals[15]
- 2º — IEM Rio Major 2022[16][17]
- 2º — IEM Katowice 2023[18]
- 2º — IEM Rio 2023[19]
- 3º–4º — PGL Major Stockholm 2021[20]
- 3º–4º — BLAST Paris Major 2023[21]
- 5º–8º — PGL Major Antwerp 2022[22]